# Lake Plattaway
Lake Plattaway är en sjö i Australien. Den ligger i delstaten Queensland, omkring 690 kilometer nordväst om delstatshuvudstaden Brisbane. 
Omgivningarna runt Lake Plattaway är huvudsakligen savann. Trakten runt Lake Plattaway är nära nog obefolkad, med mindre än två invånare per kvadratkilometer.  Genomsnittlig årsnederbörd är 916 millimeter. Den regnigaste månaden är mars, med i genomsnitt 202 mm nederbörd, och den torraste är oktober, med 17 mm nederbörd.